# Diccionario biográfico y bibliográfico de escritores y artistas catalanes del siglo XIX
El Diccionario biográfico y bibliográfico de escritores y artistas catalanes del siglo XIX, cuyo título va acompañado de la coletilla (apuntes y datos), es un diccionario de Antonio Elías de Molins publicado en dos volúmenes en 1889 y 1895.

## Descripción
| [...] expresando la fundada esperanza de que la vida y hechos de los escritores y artistas catalanes del siglo XIX ha de ofrecer vivísimo interés, pues las épocas de cada país no se caracterizan por medio de fórmulas vagas y abstractas, sino que son la suma de los trabajos, porfías, esfuerzos, glorias, anhelos, creencias, esperanzas, delirios y desfallecimientos de tres o ó cuatro generaciones, en cuya vanguardia se destacan con más ó menos vigor y colorido, é imprimen característico é indeleble sello, los hombres de genio, pensadores é inteligentes, que han hecho brotar con su pluma, cincel ó pinceles, obras maestras ó útiles en las diferentes manifestaciones del saber humano. —José Elías de Molins, en el prefacio al libro |

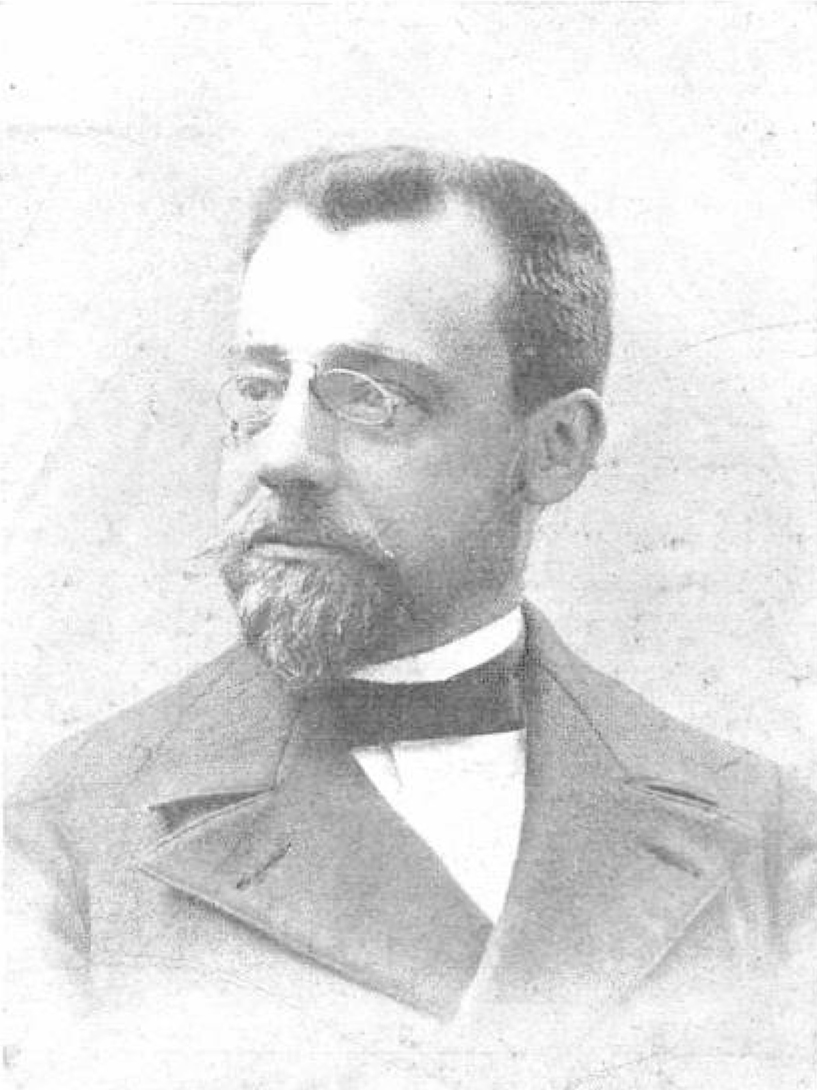
El autor del diccionario, Antonio Elías de Molins

El diccionario, que el autor dedica a la memoria de su padre, José Antonio Elías de Aloy, recopila en alrededor de mil quinientas páginas extractos biográficos de escritores y artistas catalanes del siglo XIX. Va desde Antonio Abadal hasta José Zulueta, y reserva también unas cuantas páginas para hacer una recopilación de anónimos. «La idea de publicar este libro [...] nació por modo espontáneo ante la contemplación del cuadro soberbio que ofrecen las ciencias, artes y letras catalanas en lo que va de siglo», asegura José Elías de Molins en el prefacio a la obra. Recoge la vida y obras de autores y artistas tanto vivos como ya fallecidos. «El autor de esta obra ha registrado con verdadero afán los polvorientos legajos de los archivos de las academias, exhumando olvidados trabajos, tales como memorias, disertaciones y polémicas de subido mérito, ya que si las obras de los hombres se difunden y pregonan su importancia ó inutilidad por medio de la imprenta, no adquieren, merced á ella, un adarme más de valor científico y literario», apostilla en la introducción.
La obra fue acogida con buenas palabras por los críticos. José Coroleu, en una reseña publicada en La España Moderna, la tacha de «hermosa y utilísima». «Por fortuna, el Sr. Elías tiene la vocación del oficio, esto es, el instinto de investigación, que sin cesar escudriña y huronea; la paciencia de benedictino, que acopia datos, acumula materiales, los analiza, compulsa y compara; el rigorismo científico, que correctamente los clasifica, y la claridad de entendimiento, que magistralmente los describe», alaba en esas mismas páginas. Federico Rahola, en unas «Notas bibliográficas» para La Vanguardia, aprovecha para tributar «a su autor un sincero aplauso por el extraordinario esfuerzo que ha realizado coleccionando los materiales que servirán más adelante para escribir la historia del movimiento literario y artístico de Cataluña en el presente siglo». «Elías de Molins, con su Diccionario que titula modestamente Datos y apuntes, habrá sido el pioneur que habrá desbrozado el terreno y abierto las sendas al historiador que no ha salido aún del majestuoso renacimiento literario y artístico de Cataluña», recalca, y porfía que la obra «pasará a ser de consulta y será el arsenal donde acudirán a buscar datos cuantos quieran estudiar el movimiento literario y artístico de Cataluña en la presente centuria».